# Reserva de vida silvestre Monte de las Barrancas
Reserva Monte de las Barrancas es un área natural protegida de 7700 hectáreas está situada al noroeste de la provincia de Córdoba, Argentina, enclavada como una ligera eminencia longitudinal (la cual fuera una antigua isla y hoy paleoisla)  dentro de la depresión de las Salinas Grandes.

## Ambiente
La singularidad extraordinaria de este relativamente pequeño territorio, que en medio de un gran salar se extiende como una especie de estrecho y alargado oasis de norte a sur,  se debe en gran medida a su altitud sobre el extenso terreno circundante; es una "isla" verde rodeada de extensísimos salares merced a su ligera aunque suficiente altitud sobre la gran cuenca del desierto salino, tal ligera altitud facilita la condensación de la humedad dentro del extenso desierto salino que le rodea. Y con la humedad la existencia de un bosque y boscaje (en Argentina frecuentemente llamado monte ya que en Argentina por heredad española se suele usar indistintamente la palabra monte ya como zona poblada de árboles y arbustos y/ó zona montañosa).
De este modo a fines de siglo XX merced a su singularidad  la zona del Monte de las Barrancas fue creada como refugio de la vida silvestre, y conforma una isla boscosa rodeada de ambiente salino. Presenta tres tipos de ambientes característicos que se relacionan entre sí: uno de sectores de bosque chaqueño occidental (con tendencias xerofíticas en este lugar), otro sector con una amplia llanura cubierta de arbustos y hierbas adaptadas a suelos salinos (psamófila) y el otro es un área baja donde no crece vegetación y se deposita una gruesa capa de sal.

## Fauna
La primera característica de esta reserva es la diversidad, especialmente en los grupos de los mamíferos: 

Mamíferos: puma, gato montés de las salinas, gato de los pajonales, zorro gris  chico, liebre criolla, guanaco, corzuela, pecarí, quirquincho ancho, quirquincho chico, comadreja, vizcacha , conejo de los palos, cuises.

Aves: monjita de las salinas, aguilucho, águila escudada, halcón aplomado, halcón peregrino, ñandú, chuña patas negras, calandrias, gaucho grande, gaucho chico, picaflor.

Reptiles: tortuga terrestre común, ampalagua, yarará chica o cola blanca, culebras.

## Flora
No es mucha la diversidad de flora por causa de la aridez del suelo, se encuentran algunas especies como: algarrobos, quebrachos blancos, tala, breas, chañares, rodajillo, cardones, ucles, jumes, cachiyuyos, palo azul, carne gorda y chaguares.

## Accesibilidad
Se puede ingresar a la zona desde la ruta provincial 100, empezando en su extremo este en la localidad de San José de Las Salinas y rodeando el borde sur de las salinas hasta llegar al paraje de Árbol Blanco. Y desde ahí, a través de un camino consolidado hasta el paraje de Las Toscas, en el cual se tiene acceso a la reserva.
También se tiene acceso desde la ciudad de Cruz del Eje siguiendo la Ruta provincial A 175 en dirección noroeste, atravesando las localidades de El Brete, Alto de los Quebrachos y Guanaco Muerto. Y desde esta localidad a través del Camino N°306 atravesando los parajes de San Antonio, Santo Domingo, Los Leones, San Cayetano y Las Toscas.